# 2249 Ямамото
2249 Ямамото (2249 Yamamoto) — астероїд головного поясу, відкритий 6 квітня 1942 року.
Тіссеранів параметр щодо Юпітера — 3,189.
Названо на честь астронома Ямамото (яп. やまもと(山本)).